# Musō shinden ryū

Musō shinden ryū (夢想神伝流) est une branche du iaidō qui peut avoir comme origine le fondateur du iaidō, un samouraï du nom de Hayashizaki Jinsuke Minamoto no Shigenobu. Cette koryū (« école ancienne ») d'escrime (iai), qui vit le jour pendant la période Edo, a été préservée dans une ligne continue de maîtres, à travers les siècles. Elle a été codifiée par maître Nakayama Hakudo (1869-1958).

## Terminologie
En décomposant Musō shinden ryū, on obtient : mu (夢), « rêve » ; sō (想), « pensée » ; shin (神), « dieu » ; den (伝), « racine », et ryū (流), « école ». Cela signifie donc « une école développée selon une vision divine apparue lors d'un rêve ». Ou plus simplement parfois par « transmission d'une vision divine ».

## StyleMusō shinden ryū
Le style Musō shinden ryū comporte des techniques pratiquées en solo et des techniques pratiquées à deux, les premières étant les plus enseignées.
Celles-ci consistent en trois séries : shoden dont l’origine est l’école Omori ryū ; chuden, dont le fondement est l’école Hasegawa eishin ryū et okuden, qui est la série la plus ancienne, traditionnellement réservée aux pratiquants confirmés.
Il existe trois séries de katas au sein de cette école. Et à chaque série correspondent trois niveaux de maîtrise :
- Shoden (sho, « commencement », den, « initiation ») : série de base permettant la recherche de la simplicité.
- Chuden (« enseignement avancé », à partir du premier dan) : série de katas pour la recherche de l'élégance.
- Okuden (« enseignement profond », à partir du troisième dan) : série pour la recherche de l'efficacité.

On ne peut pas parler de Musō shinden ryū sans citer Okada Morihiro Hanshi (1893-1984), qui fut le disciple de Nakayama Hakudo Hanshi pour le kendo et le disciple direct de Hashimoto Toyo Hanshi pour le iaïdo.

## 1erniveau:Shoden-omori ryū
Cette série se pratique essentiellement en seiza (à genoux). Dans les quatre premiers mouvements, shohatto, sato, uto et atarito, le pratiquant « subit » une attaque et réagit en se tournant vers son adversaire, en le menaçant (seme) par la sortie du sabre et un mouvement d'avance, puis en effectuant une coupe de haut en bas (shomen, kiri otoshi). Le kata koranto reprend shohatto mais en position debout.
Les katas inyoshintai et gyakute inyoshintai commencent comme shohatto mais se poursuivent debout ; après le premier kiri tsuke, au moment où il rengaine, le pratiquant « encaisse » une nouvelle attaque. Dans le kata seichuto, l'attaque vient de la droite, le nuki tsuke consiste à se lever et bloquer le dégainage de son adversaire virtuel par une coupe diagonale, kesa giri, sur l'avant-bras.
Pour le mouvement ryūto, le pratiquant se lève pour échapper à une attaque venant de sa gauche. Pour gyakuto, l'attaque vient de face, et le pratiquant se lève en reculant avant de contre-attaquer. Le kata batto est un mouvement qui se fait « sur place ». Après avoir dégainé, le pratiquant se dresse à genoux en armant sa coupe, puis effectue la coupe en redescendant son bassin. Le kata junto est particulier : le pratiquant joue le rôle du kaishakunin, l'assistant au seppuku qui décapite l'exécutant. C'est donc un mouvement empreint de solennité.
1. Shohatto (sho/hat/to) : « début/vers l'avant/sabre »
2. Sato (hidarito) : « gauche »
3. Uto (migito) : droite
4. Atarito (ushiro) : arrière
5. Inyoshintai (yaegaki) : inyo, «yinyang » ; shin, « progression » (進) ; tai, « recul » (退)
6. Ryūto (ukenagashi) : uke, « recevoir » ; nagash, « couler »
7. Junto (kaishaku) : jun, « ordre »
8. Gyakuto (tukekomi or oikiri) : gyaku, « inverse »
9. Seichuto : tsukikage, « ombre faite par la lune » (tsuki, lune ; kage, « ombre »)
10. Koranto : oikaze, « le vent poussant dans le dos »
11. Gyakute inyoshintai (inyoshintai kaewaza, hizakakoi) : te, te no uchi
12. Batto : nukiuchi, batto ; nuki, « dégainer »

## 2eniveau:Chuden-hasegawa eïshin ryū
Les techniques se pratiquent en position assise, dite tate hiza. Ōe Masamichi a créé le kata appelé haya nuki (早貫, dégainage rapide), consistant à enchaîner les mouvements debout,.
1. Yokogumo (横雲) : « banc de nuages »
2. Tora issoku (虎一足) : « pas de tigre »
3. Inazuma (稲妻) : « éclair », « lumière »
4. Ukigumo (浮雲) : « nuage flottant »
5. Yamaoroshi (山颪) : « vent descendant des montagnes »
6. Iwanami (岩浪) : « vagues heurtant les rochers »
7. Urokogaeshi (鱗返) : « mouvement circulaire des écailles de dragon »
8. Namigaeshi (波返) : « vagues tournantes »
9. Takiotoshi (滝落) : « chute d'eau », « cascade »
10. Nukiuchi (抜打) : « couper » (sudden cut ou joi-uti)

## 3eniveau:Okuden
Les techniques se pratiquent en position assise, dite tate hiza et debout, dite tachi-waza, ce 3e niveau nécessite une très bonne maitrise des niveaux 1 et 2.
Tate hiza
1. Kasumi : « brume »
2. Sunekakoi : « couvrir le tibia »
3. Shihogiri : « attaquant les quatre côtés »
4. Tozume : gêné par la porte
5. Towaki (戸脇) : « à côté de la porte
6. Tanashita (棚下) : « étagère »
7. Ryozume (両詰) : « bloqué de tous côtés »
8. Torabashiri : « course du tigre »

Tachi-waza
1. Yukizure (行連) : « accompagner »
2. Tsure-dachi (連だち) : « être mené »
3. Sômaguri : « continuer l'attaque »
4. Sôdome : « arrêt »
5. Shinobu (shino, « espion » ; bu, « guerre ») : « se dissimuler »
6. Yukichigai : « attaque soudaine », « de rencontre »
7. Sodesuri-gaeshi : « pousser la foule »
8. Mon-iri : « passer la porte »
9. Kabezoi : « le long du mur »
10. Uke-nagashi  (受流)
11. Itomagoi 1 : « adieu 1 »
12. Itomagoi 2 : « adieu 2 »
13. Itomagoi 3 : « adieu 3 »

__________________________
1. Ryohi-hikitsure (両ひ引連)
2. Oikake-giri (追掛切)
3. Gishiki (儀式)